# (2248) Kanda
ℳ
(2248) Kanda (1933 DE) – planetoida z pasa głównego asteroid okrążająca Słońce w ciągu 5,45 lat w średniej odległości 3,1 au. Odkryta 27 lutego 1933 roku.